# Chaetocnema crenulata
Chaetocnema crenulata är en skalbaggsart som beskrevs av George Robert Crotch 1873. Chaetocnema crenulata ingår i släktet Chaetocnema och familjen bladbaggar. Inga underarter finns listade i Catalogue of Life.